# Szczawin Kościelny (gmina)

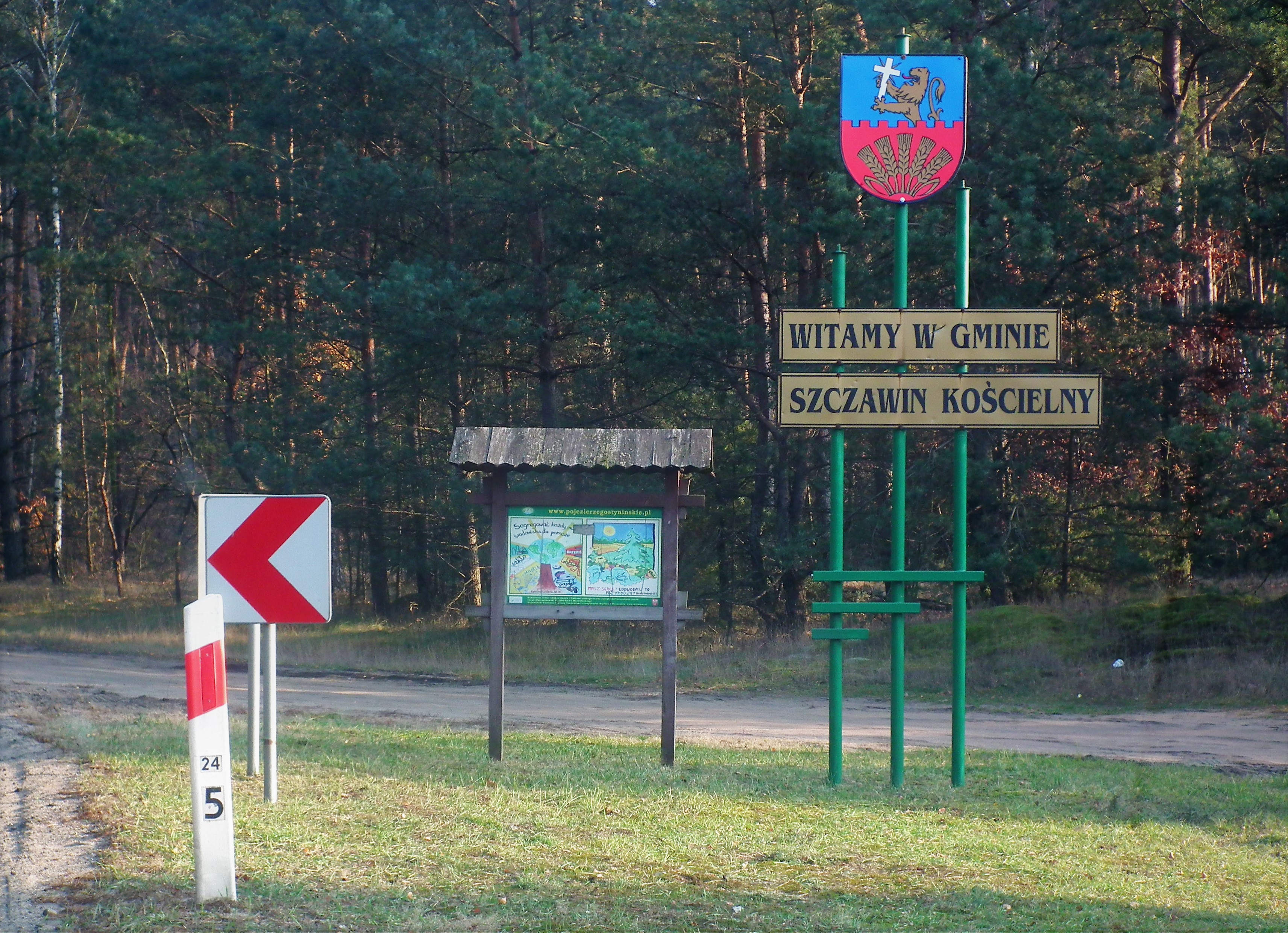
Wjazd na teren gminy od strony Gostynina

Szczawin Kościelny (do 1954 gmina Szczawin) – gmina wiejska w Polsce położona w województwie mazowieckim, w powiecie gostynińskim. W latach 1975–1998 gmina administracyjnie należała do województwa płockiego. Siedziba gminy to Szczawin Kościelny.
Według danych GUS z 31 grudnia 2012 roku gminę zamieszkiwały 5092 osoby. Powierzchnia gminy Szczawin Kościelny wynosi 127,1 km² .Gmina stanowi 20,65% powierzchni powiatu.

## Demografia

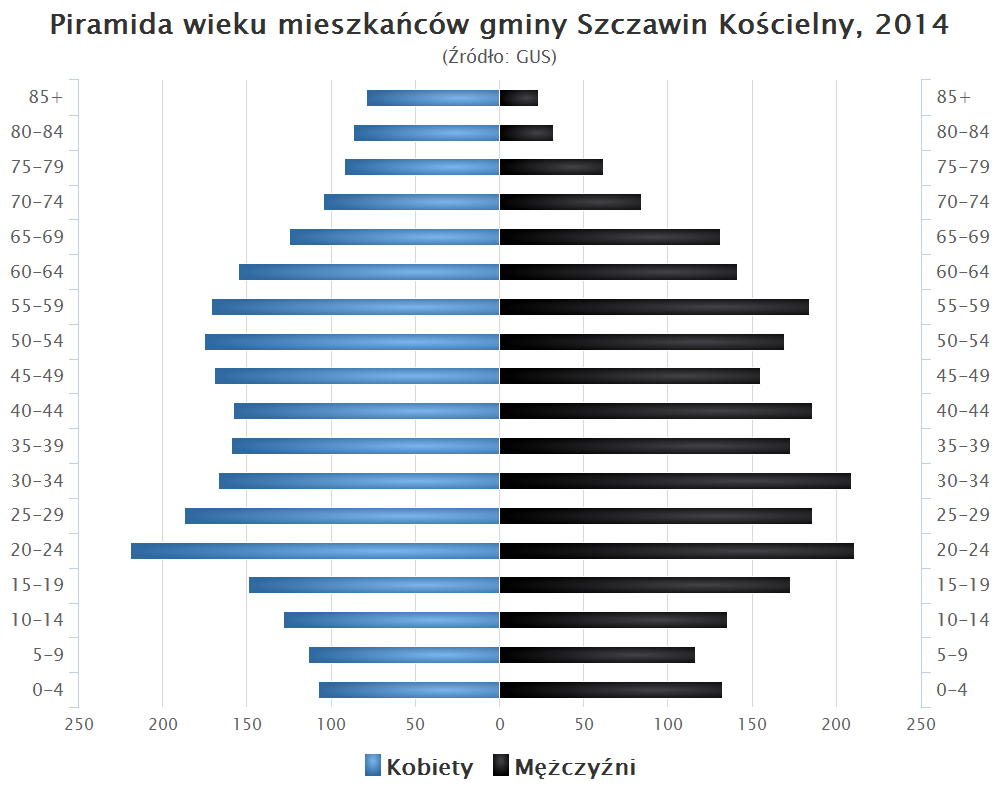
Piramida wieku mieszkańców gminy Szczawin Kościelny w 2014 roku

Dane z 31 grudnia 2012:
| Opis      | Ogółem | Ogółem | Kobiety | Kobiety | Mężczyźni | Mężczyźni |
| --------- | ------ | ------ | ------- | ------- | --------- | --------- |
| jednostka | osób   | %      | osób    | %       | osób      | %         |
| populacja | 5092   | 100    | 2561    | 50,3    | 2531      | 49,7      |

## Sąsiednie gminy
Teren gminy Szczawin Kościelny graniczy:
- od północy z gminą Łąck
- od północnego wschodu z gminą Gąbin
- od południowego wschodu z gminą Pacyna
- od południa z gminą Oporów
- od południowego zachodu z gminą Strzelce
- od zachodu z gminą Gostynin

## Historia

### Czasy prehistoryczne
Gmina Szczawin Kościelny posiada bardzo ciekawą historię, która sięga już czasów prehistorycznych, o czym świadczy liczba 527 stanowisk archeologicznych, odkrytych podczas realizacji programu Archeologiczne Zdjęcie Polski. W tym celu na terenie gminy przeprowadzono regularne archeologiczne badania wykopaliskowe. Różnorodność odkrytych stanowisk archeologicznych była bardzo duża, począwszy od obozowisk, przez punkty osadnicze, osady, cmentarzyska, a na grodziskach kończąc. Dokładne archeologiczne badania wykopaliskowe w osadach Białka, Helenów, Annopol i Witoldów, dostarczyły wyników o dużym znaczeniu naukowym i poznawczym nie tylko w skali gminy, ale także na skalę ogólnopolską.
Naszych praprzodków przyciągały na te tereny przede wszystkim bardzo dobre i odpowiednio nawodnione gleby. Zakładali oni tutaj obozowiska, a w następnej kolejności pierwsze osiedla i osady. Zaskakujący jest fakt, iż pierwsze ślady obecności człowieka na tym terenie sięgają przełomu okresów: paleolitu i mezolitu, który trwał pomiędzy VIII a V tysiącleciem p.n.e. i odkryto je w okolicach Przychodu, Kaleni, Bud Kaleńskich i Jesionki.
Kolejna fala osadnictwa na tereny zajęte obecnie przez gminę Szczawin przypada na okres neolitu i wczesną epokę brązu, czyli okres między V a II tysiącleciem p.n.e. W tym czasie tereny, które mogły być przeznaczone pod rolnictwo, opanowała tzw. ludność kultury pucharów lejkowatych. Największe skupiska stanowisk archeologicznych, naznaczonych ich działalnością znajdują się we wsiach Białka, Witoldów, Helenów i Annopol.
Tereny leśne zajmowali przedstawiciele tzw. kultury strefy leśnej, których ślady odkryto w pobliżu Szczawina Borowego, Bud Suserskich, Suserza i Helenowa I. Późniejszym etapem osadnictwa na terenie gminy Szczawin Kościelny były pierwsze stulecia II tysiąclecia p.n.e., przypadające na wczesna epokę brązu. Dominowały wówczas dwie kultury archeologiczne: mierzanowicka i trzciniecka, skupione wokół Tulisk i Osowi, Stefanowa Suserskiego i Holendrów oraz wokół Adamowa i Gołasu. Następny okres w dziejach tego terenu datuje się pomiędzy końcem II a połową I tysiąclecia. Był to okres rozwoju kultury łużyckiej, związanej z epoką żelaza, której ślady odnaleziono w okolicach wsi Białka, Witoldów, Krzymów, Jesionka i Suserz. Okres najstarszych dziejów osadnictwa na terenie obecnej gminy Szczawin Kościelny zamyka epoka żelaza. Warty podkreślenia jest również fakt, że praprzodkowie upodobali sobie ziemie obecnej gminy Szczawin tak bardzo, iż osiedlili się tutaj na stałe, ewoluując w trakcie wszystkich opisanych epok prehistorycznych.

### Kultura przeworska i czasy średniowiecza
Odrębny etap w dziejach ziemi szczawińskiej zaczyna się wraz z początkiem nowej ery i nazywany jest okresem wpływów rzymskich. Wówczas nastąpił rozwój tzw. kultury przeworskiej, której główne skupiska odnaleziono w okolicach Suserza, Szczawinka, Szczawina Borowego i Szczawina Kościelnego.
Wraz ze wczesnym średniowieczem, którego początek datuje się mniej więcej od VII wieku n.e., zaczyna kształtować się państwo polskie, jednak nie zauważa się konkretnego powiązania tego faktu z dziejami osadnictwa na opisywanych ziemiach. Zlokalizowane były wówczas jedynie na tym terenie niewielkie skupiska osadnicze w okolicach Helenowa Słupskiego, Holendrów i Pieryszewa. Wielokrotnie większe znaczenie odegrał natomiast fakt, iż na przełomie XI i XII wieku istniało grodzisko obronne w Helenowie Suserskim, co świadczy o dużym jak na owe czasy poziomie rozwoju społeczeństwa.
Kolejny etap w dziejach gminy Szczawin Kościelny przypada na tzw. czasy historyczne, z których pochodzą już źródła zarówno pisane, jak i ikonograficzne, a badania archeologiczne służą tylko ich uwierzytelnieniu. Okres ten zaczyna się od XII wieku i przypada na czasy średniowiecza na ziemiach polskich. Na terenie obecnej gminy Szczawin Kościelny powstają pierwsze osady w Szczawinie, Trębkach i Łuszczanowie. Na mocy dokumentów pochodzących z 1299 roku, książę Bolesław II nadał Janowi z rodu Prawdziców ze Szczawina dwie wsie książęce: Szczawin i Włoszczanów (dzisiejszy Łuszczanów). Warto przy tym podkreślić, iż wsie te jak na owe czasy były dosyć bogate i bardzo dobrze funkcjonowały, przede wszystkim dzięki daleko idącemu immunitetowi sądowemu i ekonomicznemu oraz świadczeniom, jakie wykonywały na rzecz wojska. Najprężniej jak na czasy średniowieczne funkcjonowała jednak wieś Trębki, których dawne nazwy brzmią: Trambki, Trampki, Trąbka, Trembki. Pierwsze wzmianki o tej miejscowości pochodzą z 1303 roku, kiedy biskup poznański Andrzej Zaręba wystawił dokument, w którym erygował kościół parafialny pod wezwaniem Najświętszej Marii Panny i Wszystkich Świętych. Fundatorem nowo konsekrowanego kościoła był Andrzej z Trębek, będący prawdopodobnie protoplastą potężnej i władczej linii rodu Prawdziców z Trębek.
Zaznaczyć należy, iż miejscowość ta działała w XVI wieku na tyle prężnie, że figuruje w rejestrach poborowych z lat 1567–1582 jako miasto. Nie wiadomo dokładnie, kiedy Trębki otrzymały i kiedy straciły prawa miejskie. Jedyne znane fakty podają, iż Trębki prawdopodobnie otrzymały prawa miejskie na początku XVI wieku, lecz nie wiadomo dokładnie natomiast kiedy je straciły, gdyż „Słownik geograficzny Królestwa Polskiego” podaje, iż na początku XIX wieku już były wsią.
Kolejną miejscowością, wchodzącą w skład dzisiejszej gminy Szczawin Kościelny, o której wiadomo, iż lokacji jej dokonał w 1372 roku biskup płocki, była wieś Pieryszew. Znaczącą rolę w historii gminy Szczawin Kościelny odegrał Suserz. Pierwsza wzmianka na temat tej miejscowości pojawiła się przy okazji przemarszu armii krzyżackiej w kierunku Kalisza, mniej więcej około 1331 roku. Najprawdopodobniej w 1389 roku ufundowano kościół w Suserzu. W XV wieku nastąpił gwałtowny rozwój kulturalny i naukowy społeczeństwa gminy Szczawin Kościelny, przede wszystkim za sprawą tworzenia pierwszych szkół parafialnych, po ukończeniu których stwarzała się przed młodzieżą szansa podjęcia studiów. W XV wieku opisywany obszar mógł poszczycić się kilkoma wykształconymi studentami Akademii Krakowskiej, a byli wśród nich Sasin z Trębek, Jan syn Wojciecha z Suserza, Wojciech syn Piotra ze Szczawina.

### Czasy nowożytne
Okres reformacji na szczawińskiej ziemi przyniósł wielkie zmiany, gdyż ówczesny właściciel wsi Suserz – Krzysztof Lasocki zmienił wiarę, przechodząc na protestantyzm. W 1545 roku przekazał drewniany kościółek na własność protestantów, a całe jego wyposażenie kazał zniszczyć. Ocalał jedynie obraz Najświętszej Maryi Dziewicy z Dzieciątkiem Jezus, który do dziś słynie z cudów. Po pięćdziesięciu latach, w 1595 roku, odebrano kościół protestantom, jednak 5 lat później, w 1660 roku, kościół spłonął.
Wiadomo, iż właścicielami Suserza w późniejszym okresie była rodzina Skarżyńskich, którzy nie mieli potomstwa, wobec czego Józef Skarżyński przepisał wieś swojemu bratankowi – Jerzemu Skarżyńskiemu, który, spełniając ostatnią wolę wuja, wybudował nowy kościół. Konsekracji nowego obiektu dokonał w 1810 roku biskup kujawski Łukasz Lewiński.
Szczawin Kościelny od końca średniowiecza aż po czasy nam współczesne wiódł prym na opisywanym terenie przede wszystkim dlatego, że w 1661 roku właściciel wsi Szczawin Kościelny i jednocześnie wojewoda inowrocławski, Jan Olbracht Szczawiński, dostał zgodę biskupa poznańskiego na wybudowanie murowanego kościoła i klasztoru dla zakonników reformatów. Objęcie klasztoru przez zakonników nastąpiło 9 sierpnia 1661 roku na mocy aktu posiedzenia kapituły prowincjonalnej w Pakości. O niebywale znaczącej roli zakonu świadczy fakt, iż w latach 1688 – 1864 znajdował się tutaj nowicjat prowincji dla kandydatów do zakonu. Przed wybuchem powstania styczniowego, zakonnicy zgodnie z nakazem ówczesnych władz Królestwa Polskiego, utworzyli szkołę elementarną, z której miała korzystać tutejsza młodzież. W 1759 roku kolejny właściciel wsi Szczawin Kościelny – Tomasz Szczawiński, wzorując się na swoich przodkach, ufundował budowę kościoła.

### Powstanie styczniowe
Lata pomyślności dla Szczawina i opisywanego terenu zburzyło powstanie styczniowe, gdyż stoczono tu kilka poważnych bitew, wśród najważniejszych wymienić należy:
- 14 maja 1863 – bitwa stoczona w Szczawinie Kościelnym, podczas której oddziałem 1200 partyzantów dowodził Oborski;
- 15 maja 1863 – walka oddziału Orłowskiego, liczącego tylko 260 ludzi z Rosjanami, podczas której zginął dowódca powstańców ziemi gostynińskiej – Józef Łakiński;
- 8 sierpnia 1863 – klęska oddziału Syrewicza pod wsią Słup;
- 9 sierpnia 1863 – potyczka 100-osobowego oddziału Syrewicza z Kozakami w okolicach wsi Trębki.

W powstaniu styczniowym zasłynęła właścicielka wsi Kunki – Ewelina Pruszakowska, piastująca funkcję przewodniczącej Komitetu Niewiast.
Kobieta ta za działalność patriotyczną została skazana na 3 lata osiedlenia na Syberii, natomiast jej mąż, któremu również groziło aresztowanie, wyemigrował z kraju. Powstanie styczniowe miało konsekwencje również dla szczawińskiego zakonu, który w 1864 roku został zlikwidowany. Fakt ten władze tłumaczyły udziałem zakonników w powstaniu oraz udzielaniem pomocy i schronienia powstańcom. Od tamtej pory, aż do 1919 roku, kościół w Szczawinie był tylko filią kościoła w Suserzu. W następnych latach budynek wielokrotnie rozbierano, aż do tego stopnia, że po ostatniej rozbiórce, przeprowadzonej w latach 1939 – 1940, zachowało się tylko istniejące do dziś wschodnie skrzydło budynku.

### Historia najnowsza
Druga połowa XIX wieku to okres niekończących się epidemii, z których najgroźniejsza była epidemia cholery, dziesiątkująca społeczeństwo od 1852 roku. W związku z gwałtownym rozprzestrzenianiem się choroby, rzymscy katolicy z Żychlina przyszli prosić Maryję w znajdującym się w kościele wizerunku Matki Boskiej Suserskiej o ocalenie. W końcu epidemia ustąpiła. W związku z czym złożyli oni ślubowanie, iż w podzięce będą pielgrzymować do Suserza zawsze dnia 15 sierpnia przez następne 100 lat.
Kolejnym okresem w dziejach obecnej gminy Szczawin Kościelny był okres rewolucji 1905 – 1907. Podczas walk rewolucyjnych zasłynął Zygmunt Sobociński, który dowodził organizacją SDKPiL w Gostyninie, prowadzącą działalność agitacyjną we wsiach i folwarkach, a także wśród wojska carskiego stacjonującego w Gostyninie, czego konsekwencją były następujące wydarzenia w 1905 roku:
- 2 marca – uczestnicy zebrania gminnego w Szczawinie Kościelnym żądali wprowadzenia języka polskiego jako urzędowego w swojej gminie, mimo oporu ówczesnego wójta gminy;
- 2 sierpnia – manifestacja w Suserzu o solidarystycznym charakterze w formie procesji, w której wzięło udział około 8 tys. ludzi przybyłych m.in. z Żychlina, Szczawina Kościelnego, Trębek;
- w nocy z 5 na 6 sierpnia – zamazano smołą wszystkie drogowskazy z rosyjskimi napisami w Szczawinie Kościelnym, a 15 sierpnia we wsi Modrzew.

Pod wpływem zjazdu w Pilaszkowie, już od połowy grudnia 1905 roku, mimo represji i szykan ze strony władz carskich, na terenie objętym dzisiejszą gminą Szczawin Kościelny, prawie we wszystkich szkołach ludowych prowadzono lekcje w języku polskim. Działalność antyrządowa doprowadziła do licznych aresztowań, a Zygmunt Sobociński, nauczyciel ze Szczawina Kościelnego, spędził przez nią wiele lat w więzieniu na Pawiaku w Warszawie.
Lata 1918 – 1939, mimo odzyskania niepodległości, nie przyniosły poprawy sytuacji w gminie, przede wszystkim dlatego, że społeczeństwo oponowało przeciwko rządom sanacji, które doprowadziły do skrajnej nędzy w całej Polsce. Sytuacja ta miała swój oddźwięk na wiecu w Trębkach, na którym Andrzej Czapski ostro skrytykował działalność rządu Piłsudskiego oraz nawoływał do bojkotu wyrobów monopolowych, za co został skazany na dwa miesiące więzienia. Podobna sytuacja miała miejsce 20 września 1936 roku w Szczawinie Kościelnym podczas spotkania, na którym żądano Polski Ludowej, oświaty ludowej, władzy dla ludu, sejmu, senatu, samorządów, a tym samym amnestii dla prezesa Witosa. Ponadto namawiano do członkostwa w strukturach Stronnictwa Ludowego i brania czynnego udziału w pracach rządu.

### II wojna światowa
W czasie II wojny światowej odnotowano na terenie obecnej gminy Szczawin Kościelny skuteczną mobilizację ludności w formowaniu terenowych komórek konspiracyjnych ogólnopolskiej organizacji – Komenda Obrońców Polski (KOP). Organizatorem tej jednostki w Szczawinie Kościelnym był Adam Ostrowski. Po jego rychłym aresztowaniu funkcję tę przejął Czesław Grabowski, pseudonim „Pstrąg”. W 1942 roku dowodzenie jednostką przejął założyciel tej placówki w Mościskach – Józef Paluszkiewicz, pseudonim „Karaś”. Niestety między 3 września a 6 października nastąpiły aresztowania działaczy KOP w gminie Szczawin Kościelny. Podczas II wojny światowej zginęło wielu nauczycieli z terenu dzisiejszej gminy Szczawin Kościelny. Wielu z nich zostało zamordowanych, wielu zginęło z głodu i w ciężkich warunkach niewolniczej pracy w obozach koncentracyjnych. Jednym spośród tych, który przeżył wojenną zawieruchę, był Jan Kisiewicz, późniejszy dyrektor szkoły w Szczawinie Kościelnym. Hitlerowskiego terroru nie przeżyło również wielu księży z opisywanego terenu, byli wśród nich Henryk Łebkowski ze Szczawina Kościelnego, Józef Chyczewski z Suserza i Piotr Bytof z Trębek. Egzekucje, wywożenia i represje przybrały jeszcze na sile podczas wojny ze Związkiem Radzieckim, czego dowodem może być fakt, iż w 1942 roku spalono żywcem wraz ze stodołą czterech partyzantów we wsi Słup. Przez cały okres II wojny światowej masowe były na terenie dzisiejszej gminy Szczawin Kościelny zbrodnie wykonywane na działaczach patriotycznych i na miejscowej ludności.
Warty podkreślenia jest również fakt, iż w okresie II wojny światowej kościoły w Szczawinie Kościelnym i Suserzu służyły jako magazyny, w związku z czym były bardzo zrujnowane po zakończeniu walk wojennych.

### Po wojnie
Pożoga wojenna na ziemiach obecnej gminy Szczawin Kościelny spowodowała wiele szkód. Dużo czasu musiało upłynąć oraz dużo wysiłku miejscowa ludność musiała włożyć w odbudowę zamieszkiwanego terenu. Było to o tyle trudne, iż społeczeństwo było bardzo zubożałe poprzez działania wojenne, konfiskatę dóbr i nieustające kradzieże. Wszelkie trudności z biegiem czasu udało się pokonać. Po II wojnie światowej, w związku z realizacją reformy rolnej, Trębki pełniły statut sektora państwowego w rolnictwie, wchodząc w skład Państwowych Nieruchomości Ziemskich. Szczawin Kościelny natomiast od czasu zakończenia II wojny światowej wiedzie prym gminnego ośrodka rozwojowego.

## Sołectwa
Adamów – Gołas – Chorążek, Annopol, Białka, Budy Kaleńskie – Kaleń, Dobrów, Helenów – Jesionka, Helenów Słupski, Helenów Trębski – Trębki (wieś), Holendry Dobrowskie – Teodorów, Józefków – Krzymów, Kamieniec, Kaźmierków – Mellerów, Kunki – Gorzewo-Kolonia, Łuszczanów Pierwszy, Misiadla – Mościska, Modrzew – Lubieniek, Osowia – Tuliska, Pieryszew, Reszki – Staw, Słup – Janki, Smolenta, Stefanów Suserski, Suserz – Budki Suserskie, Swoboda, Szczawinek – Sewerynów, Szczawin Borowy-Kolonia – Andrzejów, Szczawin Borowy-Wieś – Przychód, Szczawin Kościelny, Waliszew, Witoldów, Wola Trębska – Wola Trębska-Parcel